# Manuel Quiroga Clérigo
Manuel Quiroga Clérigo (Madrid, 1945-Majadahonda, 8 de junio de 2020) fue un poeta, dramaturgo, narrador, crítico literario y sociólogo español

## Biografía
Se doctoró en Ciencias Políticas y Sociología en 1996 por la Universidad Complutense con la tesis:La crítica literaria como fenómeno sociológico, dirigida por Luis González Seara. Fue vicepresidente de la Asociación Colegial de Escritores de España y formó parte de diversas instituciones, como la Asociación Andaluza de Críticos Literarios, la Academia Cervantina de Guanajuato y el Pen Club de España.
Escribió cerca de treinta libros de poesía, entre los que destacan Homenaje a Neruda (1973), Fuimos pájaros rotos (1980), Los jardines latinos (1998), De varia España (1998), Las batallas de octubre (2002), Crónica de aves (2007), Leve historia sin trenes (2008), Volver a Guanajuato (2012), Isla / País de colibríes (2017) o Alrededor (2019).
Falleció por un infarto de miocardio.